# Брызгаловское сельское поселение (Владимирская область)
Муниципальное образование Брызгаловское — сельское поселение в Камешковском районе Владимирской области.
Административный центр — посёлок имени Карла Маркса.

## География
Муниципальное образование Брызгаловское Камешковского района расположено в северо-восточной части муниципального образования Камешковский район. Общая площадь протяженности муниципального образования 13514 га, количество домовладений 2007.
Реки
На территории муниципального образования Брызгаловское протекают реки: Уводь, Секша, Наромша, русло реки Тальша, озеро Дарьино.

## История
Брызгаловский сельсовет с центром в деревне Брызгалово образован в 1920-годах в составе Эдемской волости Ковровского уезда. С 1929 года в составе Ковровского района, с 1940 года — в составе Камешковского района, в 1954 году в его состав включены населённые пункты упразднённого Эдемского сельсовета.
Муниципальное образование Брызгаловское образовано 11 мая 2005 года в соответствии с Законом Владимирской области № 51-ОЗ «О наделении Камешковского района и вновь образованных муниципальных образований, входящих в его состав, соответствующим статусом муниципальных образований и установлении их границ». В его состав вошли территории посёлков имени Карла Маркса, Новки и Брызгаловского сельсовета.

## Население
| 2010  | 2011  | 2012  | 2013  | 2014  | 2015  | 2016  | 2017  | 2018  |
| ----- | ----- | ----- | ----- | ----- | ----- | ----- | ----- | ----- |
| 5420  | ↘5412 | ↗5421 | ↘5416 | ↘5392 | ↘5362 | ↘5289 | ↘5222 | ↘5126 |
| 2019  | 2020  | 2021  |       |       |       |       |       |       |
| ↘5065 | ↘4942 | ↗4985 |       |       |       |       |       |       |

х 
По состоянию на 1 января 2011 года из 5753 человек 1016 детей до 17 лет, 4737 человек в возрасте от 17 лет и старше (в том числе 1434 пенсионера)

## Состав сельского поселения
| №  | Населённый пункт   | Тип населённого пункта          | Население |
| -- | ------------------ | ------------------------------- | --------- |
| 1  | Абросимово         | деревня                         | ↗62       |
| 2  | Брызгалово         | деревня                         | ↘172      |
| 3  | Верещагино         | деревня                         | ↘105      |
| 4  | Дружба             | посёлок                         | ↘393      |
| 5  | имени Карла Маркса | посёлок, административный центр | ↘1306     |
| 6  | имени Кирова       | посёлок                         | ↘371      |
| 7  | Назарово           | деревня                         | ↗65       |
| 8  | Новки              | деревня                         | ↗88       |
| 9  | Новки              | посёлок                         | ↘1480     |
| 10 | Приволье           | деревня                         | ↗90       |
| 11 | Придорожный        | посёлок                         | ↘8        |
| 12 | Ручкино            | деревня                         | ↗48       |
| 13 | Сереброво          | деревня                         | ↗124      |
| 14 | Сосновка           | деревня                         | ↗80       |
| 15 | Ступино            | деревня                         | ↗107      |
| 16 | Усолье             | село                            | ↗149      |
| 17 | Шухурдино          | деревня                         | ↗86       |
| 18 | Эдемское           | село                            | ↗251      |

## Администрация
Глава администрации — Соловьев Дмитрий Анатольевич, назначен решением Совета депутатов по результатам конкурса, муниципальный служащий.
Глава МО исполняет полномочия председателя Совета народных депутатов МО (представительный орган), избирается из числа депутатов. Ранее глава МО избирался населением напрямую и возглавлял администрацию.

## Промышленность и экономика
На территории развита текстильная промышленность и деревообрабатывающая промышленность.
Имеются крупные предприятия: ОАО «Ткацкая фабрика „Медтекс“» (в пос. им. К. Маркса); ООО «Ткацкая фабрика-2» (в пос. им. К.Маркса); частное предприятие ООО фирма «Лимон» ткацкая фабрика (в пос. им. Кирова); деревообрабатывающее предприятие ООО «Вега» (пос. им. К. Маркса).
Так же ТП «Камешковского лесничество»; станция Новки; передвижная механизированная станция 72 ОАО «РЖД».
На территории муниципального образования есть два филиала Ковровского отделения сбербанка; три аптечных пункта; три фельдшерско-акушерских пункта в пос. им. Кирова, пос. им. Карла Маркса, пос. Новки; Брызгаловская амбулатория в пос. им. Карла Маркса; отделения связи в пос. Новки, пос. им. Кирова, пос. им. Карла Маркса.
Другие частные предприятия: по ремонту и пошиву швейных изделий — 1; по изготовлению металлоизделий — 1; по техническому обслуживанию и ремонту транспортных средств — 1;
парикмахерских — 2; ритуальное — 1; магазинов — 20.
На территории работают две управляющие организации: ООО «Надежда» и ООО «Достояние».
Ресурсоснабжающая организация по водоснабжению, водоотведению МУП «ИнТех» из г.Камешково. Теплоснабжение централизованное только в п. им. К.Маркса - ООО «Трубочист» (п. им. К.Маркса) как теплосетевая, ООО «ТФ „Медтекс“» (п. им. К.Маркса) как теплогенерирующая организация.

## Инфраструктура
Детские сады
- детский комбинат «Улыбка» (в пос. им. К. Маркса);
- детский сад «Непоседы» (в пос. им. Кирова);
- детский сад «Рябинка» в пос. Новки.

Школы
- МОУ Брызгаловская средняя школа (в пос. им. К. Маркса);
- МОУ Серебровская основная школа (в пос. им. Кирова);
- МОУ Новкинская основная общеобразовательная школа (в пос. Новки).

Общее количество учащихся — 374 человека.
Учреждения культуры
- Дом культуры в пос. им. К. Маркса;
- Дом культуры в пос. им. Кирова;
- Дом культуры в пос. Новки.

## Транспорт
Протяженность дорог 51,54 км.
Покрытие — асфальт, щебеночное, грунтовое. По территории муниципального образования Брызгаловское проходят дороги межмуниципального, регионального и федерального  значения.

## Религия
В селе Эдемское Всехсвятская церковь (1691); в селе Усолье имеется церковь Казанской иконы Божьей матери (1808); в поселке Новки железнодорожный вокзал (1860); в поселке Придорожный подворье Свято-Троицкого женского монастыря г. Муром с церковью Рождества Пресвятой Богородицы (1912).